# Hesja-Rheinfels

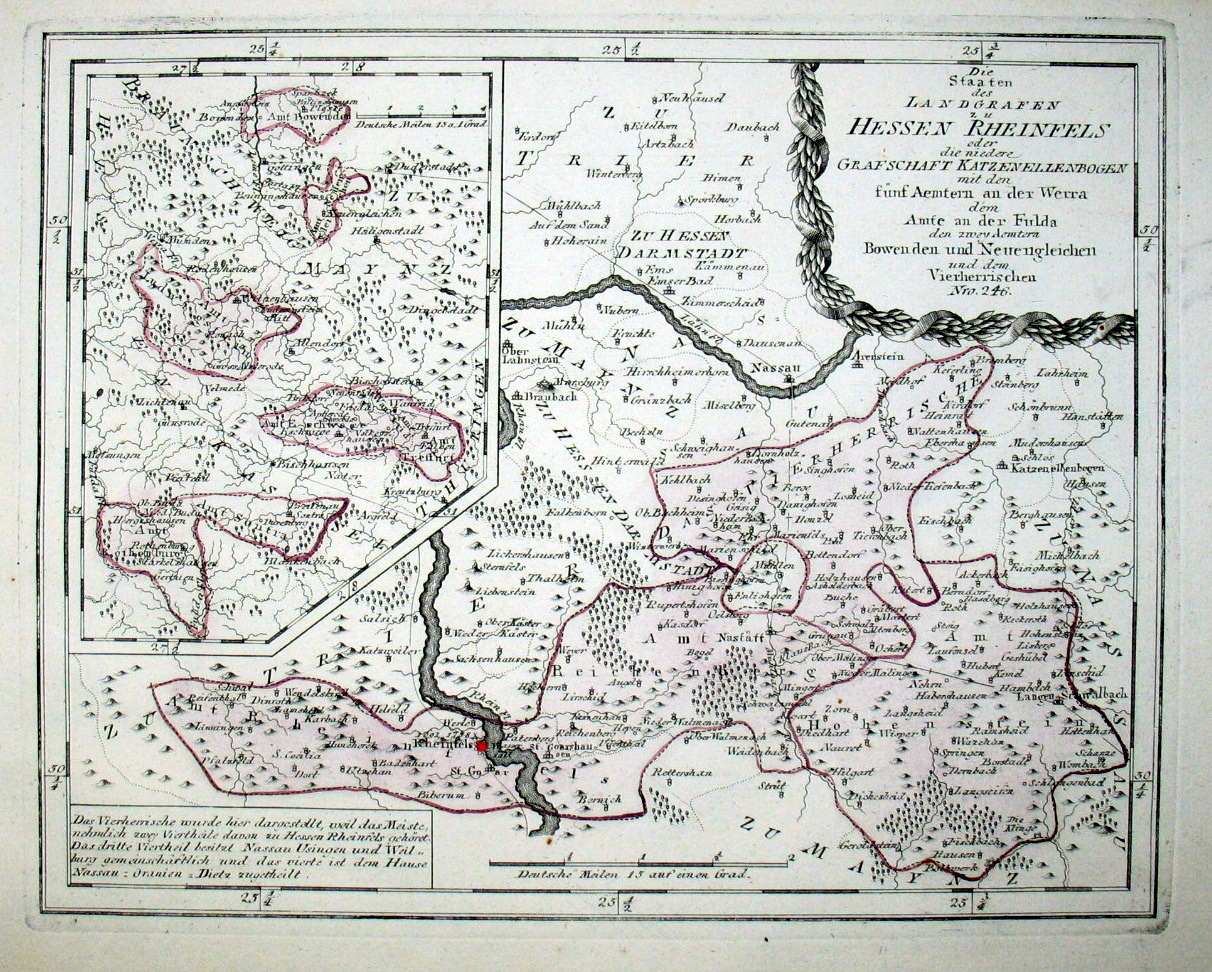
Stany landgrafów Hesji-Rheinfels lub dolnego hrabstwa Katzenellenbogen z pięcioma urzędami nad Werra, urzędem nad Fuldą, dwoma urzędami w Bowenden i Neuengleichen oraz czterema panami. NIE. 246. Grawerowanie kolorowe, 30 × 24 cm

Landgrafostwo Hesji-Rheinfels (niem. Landgrafschaft Hessen-Rheinfels) w skrócie Hesja-Rheinfels – państwo wchodzące w skład Świętego Cesarstwa Rzymskiego, istniejące w latach 1567–1583.
Hesja-Rheinfels powstała w 1567 roku jako część rządzonej przez zmarłego landgrafa Hesji Filipa Wielkodusznego przyznana jego trzeciemu z kolei synowi Filipowi Młodszemu (1541–1583). Nowe państwo obejmowało część Hesji wokół zamku Rheinfels i miasta Sankt Goar na lewym brzegu Renu. Stąd Filip Młodszy sprawował swoją władzę na ziemiami, w których skład wchodziły takie miasta jak Schotten, Stornfels, Bad Homburg vor der Höhe, Lißberg, Ulrichstein, Itter, a także część dawnego hrabstwa Katzenelnbogen leżącą na północ od rzeki Men.
W roku 1569 Filip Młodszy poślubił Annę Elżbietę z Palatynatu Simmern, co uczyniło go zięciem lidera Kalwinizmu na terenie Niemiec, elektora Palatynatu Reńskiego Fryderyka III.
Filip Młodszy zmarł 30 listopada 1583 roku w zamku Rheinfels. Ponieważ jego małżeństwo pozostało bezdzietne, jego śmierć okazała się jednocześnie końcem istnienia Hesji-Rheinfels. Ziemie tego państwa dostały się starszemu bratu Wilhelmowi IV, landgrafowi Hesji-Kassel.